# Liste der Kulturdenkmale in Tirpersdorf
In der Liste der Kulturdenkmale in Tirpersdorf sind die Kulturdenkmale der Gemeinde Tirpersdorf verzeichnet, die bis Februar 2020 vom Landesamt für Denkmalpflege Sachsen erfasst wurden (ohne archäologische Kulturdenkmale). Die Anmerkungen sind zu beachten.
Diese Aufzählung ist eine Teilmenge der Liste der Kulturdenkmale im Vogtlandkreis.

## Tirpersdorf
| Bild                                    | Bezeichnung | Lage                          | Datierung | Beschreibung | ID       |
| --------------------------------------- | --- | ----------------------------- | --- | --- | -------- |
| Weitere Bilder                          | Kirche (mit Ausstattung) | Am Anger 8 (Karte)            | 16. Jahrhundert, später überformt | Schlichte Saalkirche mit eingezogenem polygonalem Chor und Dachreiter, ehemals Wallfahrtsort, ortshistorische, kulturhistorische und bauhistorische Bedeutung. Verputzter Bruchsteinbau über fast quadratischem Grundriss, einschiffig, eingezogener polygonaler Chor (dreiseitig geschlossen), steiles Satteldach (Holzschindeldeckung), kleine Dachreiter auf sechseckigem Grundriss mit Lüftungsfenstern, Glocke und Zeltdach, Kugel und Kreuz, Rundbogenfenster, am westlichen Giebel Holzuhr mit schräger Verdachung, Rundbogenportal, alte Holztür (Mitte 19. Jahrhundert), innen Holzemporen, Holzdecke von zwei Paar frei stehenden Holzpfeilern gestützt, Chorbogen, an Südwand im Altarraum gemaltes gotisches Kreuz, Säulenaltar aus dem 19. Jahrhundert, Kanzel Ende 16. Jahrhundert, Taufstein von 1759 (aus Kirche von Plauen-Oberlosa), spätgotische Schnitzfigur (Anfang 16. Jahrhundert) der heiligen Kunigunde, kleine Orgel von Schuster (1969). | 08985589 |
| Direkt Bild zu diesem Denkmal hochladen | Wohnhaus (Nr. 50) und Webereigebäude (Nr. 50a) | Hauptstraße 50, 50a (Karte)   | 1906 (Weberei); um 1930 (Fabrikantenwohnhaus) | Zeugnis der wirtschaftlichen Entwicklung des Ortes, das Fabrikantenwohnhaus in zeittypischer Bauweise der 1930er Jahre, Webereigebäude älterer Backsteinbau der Jahrhundertwende, ortsgeschichtlich von Bedeutung. - Wohnhaus: zweigeschossig, massiv, verputzt, Schiefersockel, eingeschossiges Eingangshäuschen mit Walmdach, davor Pergola, sechsteilige Fenster mit Fensterläden, Altan mit Balkon an der Straßenseite, Walmdach (Schiefer), Gaupen, originale Eingangstür, rückseitig Bleiglasfenster mit Blumenmotiven - Weberei: eingeschossig, Klinker auf Bruchsteinsockel, langgestreckter Bau, Segmentbogenfenster, Sturzbögen aus gelbem und rotem Klinker, originale Fenster, alte Tür, Satteldach | 08985640 |
| Direkt Bild zu diesem Denkmal hochladen | Kriegerdenkmal für die Gefallenen des Ersten Weltkrieges und zwei Grabsteine auf dem Friedhof | Lottengrüner Straße (Karte)   | 1887 (Grabmal); 1907 (Grabmal); nach 1918 (Kriegerdenkmal) | Ortshistorische Bedeutung. - Kriegerdenkmal: Granitsteinkreuz auf gestuftem Sockel, rückseitig Inschrift „1914–1918 unseren Helden“ und senkrechtes Schwertrelief, Inschrift auf der Vorderseite: „Selig sind die Frieden stiften“ „Matth. 5–9“ - Wandgrab Erbbegräbnis Familie Schönrich von 1907, Sandstein mit gesprengtem Giebel und Voluten-Bekrönung, seitlich kannelierte Pilaster, Eisenzaun - Wandgrab Erbbegräbnis Familie Kaiser von 1887, Sandstein, Bekrönung, Segmentgiebel, attikaähnlicher Abschluss, Eisenzaun | 08985645 |
| Direkt Bild zu diesem Denkmal hochladen | Kriegerdenkmal für die Gefallenen des Ersten Weltkrieges | Mühlstraße 1 (hinter) (Karte) | Nach 1918 | Zum Gedenken an die Gefallenen Turnbrüder des Dorfes, ortshistorische Bedeutung. Unbehauener aufrecht stehender Stein (aus Diabas/Granit), Vorderseite mit geschliffener Granitplatte und Inschrift: „1914–1918/ In treuem Gedenken unserer gefallenen Turnbrüder“ (es folgen die Namen der Gefallenen) und „gewidmet vom Turnverein E. V. Tirpersdorf“ und „Gut Heil“, dazu Relief Eisernes Kreuz. | 08985651 |
| Direkt Bild zu diesem Denkmal hochladen | Fabrikantenvilla (Nr. 14) mit Nebengebäude und Pavillon, sowie Stickereifabrik (Nr. 16, ehemals Firma Pfeiffer Stickereifabrikation) mit Werksgebäude, Erweiterungsgebäude und technischer Ausstattung (Stickereimaschinen) | Quellstraße 14, 16 (Karte)    | Um 1880 (Fabrikgebäude); um 1890 (Stickmaschine, Pantograph, Punschmaschine); um 1900 (Revidiermaschine); 1903–1930 (fünf Stickmaschinen); 1920er Jahre (Erweiterungsbau) | Villa des Stickereifabrikanten Max Ficker, reich gegliedertes historisierendes Gebäude mit Fachwerkelementen, älteres Werksgebäude Ziegelbau, Erweiterungsgebäude Putzbau, technikgeschichtliches Zeugnis für die Entwicklung der Textilindustrie (Weißstickerei) in Tirpersdorf mit ablesbaren Entwicklungsstufen am Bau, ortshistorische Bedeutung. - Villa: zwei- bzw. eingeschossig mit Drempel, Krüppelwalmdach (Eternit) mit bewegter Dachlandschaft, Kellersockel mit Eckquaderung, Massivbau, verputzt, kräftiges profiliertes Sockelgesims, im Erdgeschoss Segmentbogenfenster und Rechteckfenster mit Faschen, zum Teil originale Fenster, Seitenrisalit mit Zwerchhaus (Krüppelwalmdach), Eckturm mit spitzem Zeltdach und weitem Dachüberstand, zwischen Seitenrisalit und Eckturm Altan (verbrettert, gedrehte Holzpfeiler), im Drempel Zierfachwerk, profilierte Knaggen, geschweifte Streben, Andreaskreuze, Innenräume in sehr gutem Originalzustand (originale Jugendstiltüren) - Pavillon im Vorgarten: eingeschossiger quadratischer Bau, massiv, verputzt, Putzgliederung, flaches Zeltdach (Pappe) und Knauf Hinter der Fabrikantenvilla: - Nebengebäude (ehemals Pferdestall): zweigeschossig, Erdgeschoss massiv, Obergeschoss Zierfachwerk, Holzfenster, flaches Satteldach (Pfettendach) mit profilierten Sparrenköpfen, innen zur Zeit Verkaufsräume der Stickereifabrik - Stickereifabrik: bestehend aus eingeschossigem lang gestreckten Klinkerbau mit Satteldach (Pappe), Segmentbogenfenster, Sturzbögen aus gelbem Klinker, Zahnschnittgesims, originale Fenster mit Vergitterung - später angebauter Erweiterungsbau: zweigeschossig, massiv, verputzt, Lisenengliederung, Mitte betont durch Dreiecksgiebel im Dachbereich, profilierte Traufe, Walmdach (Pappe), im Erdgeschoss originale Holzsprossenfenster, Fenster im Obergeschoss erneuert, seitlich Treppenhausrisalit mit Krüppelwalmdach, originale Haustür mit Oberlicht, im Inneren große Halle mit Eisensäulen - Stickmaschinen (Eisenguss): - Stickmaschine mit Pantograph: Hersteller Vogtländische Maschinenfabrik (vormals J. C. & H. Dietrich, dann VOMAG) Aktiengesellschaft Plauen i. V., Nummer 13131 - Puschmaschine (1890): Hersteller VOMAG - Revidiermaschine (um 1900): mit Lochstreifen, Hersteller VOMAG - Bonbiniermaschine (Ende 19. Jahrhundert): Hersteller VOMAG, 1071 D.R.P. (Deutsches Reichspatent) Angem. Plauen i. V. - Im Klinkerbau weitere fünf Stickmaschinen, noch in Betrieb: aus der Zeit von 1903 bis 1930, Eisenguss, Lochstreifen | 08985586 |
| Direkt Bild zu diesem Denkmal hochladen | Mühlengebäude, Seitengebäude, zwei Scheunen und Hofbaum eines Mühlenanwesens (Ebertsmühle) | Quellstraße 24 (Karte)        | Anfang 19. Jahrhundert, spätere Umbauten | Geschlossen erhaltenes Zeugnis eines Mühlengutes, Mühlengebäude Obergeschoss zum Teil Fachwerk, Scheunen verbrettert, von ortshistorischer und technikgeschichtlicher Bedeutung. - Mühlengebäude: zweigeschossig, massiv, verputzt, im Obergeschoss zum Teil Fachwerk (Giebelseite und rechte Haushälfte), Holztraufe, Krüppelwalmdach, Biberschwanzdeckung, saniert, im Erdgeschoss zum Teil Rundbogenfenster (erneuert), im Giebeldreieck Egerländer Fachwerk (Gefache verglast), anderer Giebel verbrettert - Pferdestall- bzw. Verwaltergebäude: eingeschossig, massiv (vermutlich Lehm), verputzt, Krüppelwalmdach, Falzziegel und Biberschwanzdeckung (neu) - Scheune: giebelseitig an den Stall anschließend, eingeschossig, verbrettert, Taubenschlag, Satteldach, Falzziegel, Holztore mit Eisenbeschlägen - Gegenüber zweite Scheune: zweigeschossig, verbrettert, Satteldach, Biberschwanzdeckung - Im Hof großer Kastanienbaum (vor dem Mühlengebäude) | 08985585 |
| Direkt Bild zu diesem Denkmal hochladen | Weberei und Fabrikantenvilla | Querstraße 3 (Karte)          | Um 1880 (Fabrikgebäude); um 1900 (Fabrikantenvilla) | Backsteinbauten der Jahrhundertwende um 1900, technikgeschichtliches Zeugnis der Textilindustrie in Tirpersdorf. - Verwaltungsgebäude: eingeschossig mit Drempel, Sockel aus Granitquadermauerwerk, zur Straße mittiges Zwerchhaus, Satteldach (Kunstschiefer), Klinkerbau mit Putzgliederung (Eckquaderung), Fensterfaschen mit reicher Profilierung, gerade Fensterüberdachungen, Rundfenster, neben dem Mittelrisalit Holzveranda (Fachwerk-Konstruktion mit Ziegelstein-Ausfachung), profilierte Brüstungsfelder, zum Teil Dreiecksgiebel über Fenstern und Tür - Produktionsgebäude (Weberei): eingeschossiger Klinkerbau, hoher Bruchsteinsockel, Lisenengliederung, Satteldach, Zahnschnittgesims, originale Fenster, Segmentbogenfenster mit Schlussstein und Sohlbänken (Kunststein), Tür erneuert | 08985588 |
| Direkt Bild zu diesem Denkmal hochladen | Wohnstallhaus eines Dreiseithofes | Querstraße 5 (Karte)          | Um 1900 | Straßenbildprägender Ziegelbau mit Fachwerkobergeschoss, Zeugnis für das Nebeneinander von Textilindustrie und Landwirtschaft in Tirpersdorf, baugeschichtlich und ortsentwicklungsgeschichtlich von Bedeutung. Eingeschossig mit Drempel, Erdgeschoss Klinker (hinterer Teil verputzt), hoher Schiefersockel, Drempel Fachwerk, Zwerchhaus (Satteldach), Satteldach, profilierte Balkenköpfe, profilierte Knaggen, Segmentbogenfenster mit Schlussstein, engobierte, glasierte Dachziegel, im Giebel Zierfachwerk (Rautenmotiv). | 08985590 |
| Direkt Bild zu diesem Denkmal hochladen | Wohnstallhaus und Scheune eines Dreiseithofes | Waldstraße 7 (Karte)          | Mitte 19. Jahrhundert | Eingeschossiges Wohnstallhaus massiv (ursprünglich in Blockbauweise), Scheune verbrettert, Zeugnis der ländlichen Wohn- und Wirtschaftsweise vergangener Zeiten, baugeschichtlich von Bedeutung. - Scheune: zweigeschossig, Bruchsteinsockel, Satteldach, Schieferdeckung, Holztore mit Eisenbeschlägen - Wohnstallhaus: massiv, Bruchsteinsockel, Stallteil Bruchstein, Sohlbänke Granit und Schiefer, zwei Eingänge mit Granitgewände, Segmentbogenfenster, alte Fenster, im Giebel Schiebefenster, Giebeldreiecke im oberen Teil verbrettert, Satteldach (Kunstschiefer), Giebeldreieck Fachwerk, verputzt, ein Keller Tonnengewölbe, innen vermutlich Holzdecke, ehemals Schwarze Küche, Schleppgaupen, Umschrot erhalten, Stallfenster Granitgewände | 08985587 |

## Altmannsgrün
| Bild                                    | Bezeichnung                                        | Lage                        | Datierung           | Beschreibung | ID       |
| --------------------------------------- | -------------------------------------------------- | --------------------------- | ------------------- | --- | -------- |
| Direkt Bild zu diesem Denkmal hochladen | Wohnhaus (ehemals Wohnstallhaus) eines Bauernhofes | Droßdorfer Straße 1 (Karte) | Um 1800             | Zeugnis der vogtlandtypischen ländlichen Bauweise mit Umschrot, baugeschichtlich von Bedeutung. Eingeschossig, massiv, hofseitig Ziegelstein, sonst Lehm, verputzt, Sohlbänke Schiefer, alte Fenster, Satteldach (Pappe), im Flur Steinplatten, Holzdecke, zum Teil unterkellert (Tonne), Giebel verbrettert. | 08985652 |
| Direkt Bild zu diesem Denkmal hochladen | Villa                                              | Theumaer Straße 13c (Karte) | Bezeichnet mit 1892 | Historistisches Gebäude in straßenbildprägender Lage, baugeschichtlich von Bedeutung. Eingeschossig, Klinkerbau auf Bruchsteinsockel, mit Drempelgeschoss, Putzgliederung, Erdgeschoss Rechteckfenster, im Seitenrisalit gekoppelte Rechteckfenster mit Dreiecksgiebel, im Drempelgeschoss gekuppelte Rundbogenfenster mit Schlussstein und eingestellter Säule, Eckquaderung, Eingangshaus verbrettert, originale Eingangstür, Satteldach (Pappe), Giebel mit Rundfenster. | 08985653 |

## Brotenfeld
| Bild                                    | Bezeichnung                                                                   | Lage                                    | Datierung                           | Beschreibung | ID       |
| --------------------------------------- | ----------------------------------------------------------------------------- | --------------------------------------- | ----------------------------------- | --- | -------- |
| Direkt Bild zu diesem Denkmal hochladen | Ehemaliges Gasthaus Gansmüller (heute Wohnhaus) mit Stallanbau sowie Scheune  | Arnoldsgrüner Straße 14 (Karte)         | Um 1905                             | Gasthaus gründerzeitlicher Klinkerbau, Scheune verbrettert, authentisches ortshistorisches Zeugnis. - Wohnhaus: eingeschossig mit Kellersockel und Drempel, Segmentbogenfenster, originale Fenster mit Oberlicht-Sprossen und Schlussstein, Kunststeingewände, Sockel aus Theumaer Schiefer, glasierte grüne Klinker (Gesimsband), traufseitig Treppenaufgang (Granitstufen) mit Holzkonstruktion und Pultdach, mittiger Zwerchgiebel mit Krüppelwalmdach, sonst Walmdach, profilierte Knaggen, Schieferdeckung - Stall: zweigeschossig, Klinkerbau, Obergeschoss Fachwerk, flaches Satteldach, Segmentbogen-Stallfenster, Holztüren, profilierte Sparren - Scheune: zweigeschossig, großes rechteckiges Scheunentor, Satteldach, Schieferdeckung                                                                 | 08985641 |
|                                         | Kriegerdenkmal für die Gefallenen des Ersten Weltkrieges                      | Arnoldsgrüner Straße 20 (neben) (Karte) | Nach 1918                           | Ortshistorische Bedeutung. Granitstele, Vorderseite glatt geschliffen, Inschrift 1914–1918, „Unseren Gefallenen“, die Namen der Gefallenen, „Gemeinde Brotenfeld“ (Tafel zum Gedenken der Opfer des Zweiten Weltkrieges ergänzt) | 08985642 |
| Direkt Bild zu diesem Denkmal hochladen | Drei Pechpfannen                                                              | Arnoldsgrüner Straße 21 (neben) (Karte) | Von 1426 bis 1890 verwendet         | So genannte Griebenherde zur Gewinnung von Pech, Zeugnis der Wirtschaftsgeschichte und des Handwerks vergangener Zeiten, heimatgeschichtliche Bedeutung. Quadratisch mit kegelförmigem Becken und Loch in der Mitte, Granit. | 08985644 |
| Direkt Bild zu diesem Denkmal hochladen | Wohnhaus, Seitengebäude, Scheune, Einfriedung und Wassertrog eines Forsthofes | Forstweg 4 (Karte)                      | Ende 19. Jahrhundert, im Kern älter | Baugeschichtlich und ortsgeschichtlich von Bedeutung. - Wohnhaus (Forstamt): zweigeschossig, Sockel aus Granitquadern und Bruchstein, Fenstergewände Sandstein, profiliert, geohrt, Fenster erneuert, hofseitig Mittelrisalit mit Zwerchgiebel, profilierte Knaggen, Schwebegiebel, Walmdach (Schiefer) - Stall: eingeschossig, Bruchstein, verputzt, Drempelgeschoss verbrettert, Satteldach (Kunstschiefer), Zwerchhaus, im Stall preußische Kappen und Kreuzgratgewölbe - Bruchsteinmauer: zum Teil Ziegelsteinmauer mit Schieferabdeckung: Rundbogentor mit Holztür, Mauerpfeiler mit pyramidalen Granitköpfen, im Hof Wassertrog aus Schieferplatten, rechteckig - Scheune: eingeschossig mit Drempel (Fachwerk mit Ziegelstein-Ausfachung), Segmentbogen-Holztore, Satteldach (Pappe), innen Decke erneuert | 08985643 |

## Juchhöh
| Bild                                    | Bezeichnung                                                                  | Lage                   | Datierung | Beschreibung | ID       |
| --------------------------------------- | ---------------------------------------------------------------------------- | ---------------------- | --------- | --- | -------- |
| Direkt Bild zu diesem Denkmal hochladen | Ehemalige Schule (später Lehrlingswohnheim und Pension) und Toilettengebäude | Hauptstraße 15 (Karte) | Um 1890   | Mehrfarbiger historisierender Klinkerbau, von ortsgeschichtlicher und straßenbildprägender Bedeutung. - Wohnheim: zweigeschossiger roter Klinkerbau mit gelber Klinkergliederung und Putzgliederung, traufseitig elf Fensterachsen, Bruchsteinsockel, Mittelrisalit betont durch Eingangsportal mit originaler Eingangstür mit gekuppeltem Oberlicht, im Obergeschoss gekuppelte Segmentbogenfenster mit Schlussstein, Ecklisenen, Segmentbogenfenster mit Ziegelstein-Sturzbogen und Schlussstein, Brüstungsfelder Putz, Traufgesims mit Putzspiegel, Walmdach (Schieferdeckung), Dachhecht (spätere Zutat), giebelseitig drei Fensterachsen, an der Rückseite dreigeschossiger Treppenhausturm mit Walmdach - Toilettengebäude: eingeschossiger Klinker mit gelber Klinkergliederung, Segmentbogenfenster, Satteldach (Eternit) | 08985655 |

## Lottengrün
| Bild                                    | Bezeichnung                                                                                   | Lage                           | Datierung                                                                       | Beschreibung | ID       |
| --------------------------------------- | --------------------------------------------------------------------------------------------- | ------------------------------ | ------------------------------------------------------------------------------- | --- | -------- |
| Direkt Bild zu diesem Denkmal hochladen | Wohnhaus mit Einfriedung                                                                      | Hauptstraße 1 (Karte)          | 1939                                                                            | Im Heimatstil, zeittypisches Zeugnis der Bautradition der 1930er Jahre, als Wohnhaus des Architekten Helmut Hums von ortsgeschichtlicher Bedeutung. Eingeschossig, winkelförmiger Grundriss, Schiefersockel, giebelseitig Eingang, Gewände aus Schiefer, Treppenaufgang (Schieferplatten), quadratische Fenster mit Fensterläden, originale Fenster, originale Eingangstür, Sohlbänke Schiefer, Dachhecht, Satteldach (Schiefer), drei Walmgaupen. Einfriedung: Schiefer, zum Teil hohe Mauer, Holzzaun. | 08985650 |
| Direkt Bild zu diesem Denkmal hochladen | Wohnhaus und Einfriedung                                                                      | Hauptstraße 2 (Karte)          | 1940                                                                            | Im Heimatstil, bauhistorisches Zeugnis aus der Zeit des Nationalsozialismus. Eingeschossig, hoher Sockel (Schiefer), an linker Hausecke Eingang mit kräftigem Gewände (Schieferquader), leicht segmentbogiger Sturz mit Andeutung eines Schlusssteines, originale Tür, innen originale Türen, Satteldach, Schleppgaupe (Dachhecht), originaler Putz, Fensterläden, Fenster erneuert, Wohnhaus des Bruders von Helmut Hums (Architekt und Besitzer des Nachbarhauses Hauptstraße Nummer 1). Einfriedung: Schieferplattensockel mit Zaunpfosten | 08985649 |
|                                         | Kriegerdenkmal für die Gefallenen des Ersten Weltkrieges                                      | Hauptstraße 10 (neben) (Karte) | Nach 1918                                                                       | Ortshistorische Bedeutung. Granitstele, glatt behauen, Schieferplatte mit Inschrift „1914–1918“ „Unsere Helden:“, die Namen der Gefallenen, „Vergiss, mein Volk, die teuren Toten nicht!“, Eisernes Kreuz und Lorbeerkranz eingeritzt, seitlich Rhododendronbänder. | 08985656 |
| Direkt Bild zu diesem Denkmal hochladen | Wohnstallhaus, Scheune und Seitengebäude (Umgebinde, altes Wohnstallhaus) eines Dreiseithofes | Postweg 8 (Karte)              | Um 1800 (altes Wohnstallhaus); um 1870 (neues Wohnstallhaus); um 1900 (Scheune) | Zeugnis der bäuerlichen Wohn- und Wirtschaftsweise vergangener Zeiten, altes Wohnstallhaus eingeschossig teilweise mit Umgebindekonstruktion, neues Wohnstallhaus zweigeschossiger Putzbau, Scheune verbrettert, baugeschichtlich und ortsgeschichtlich von Bedeutung. - Scheune: zweigeschossig, verbrettert, Holztore, Satteldach (Pappe), eingeschossiger Anbau - Altes Wohnstallhaus: eingeschossig, zum Teil Lehm, zum Teil Ziegelstein, verputzt, Schiefersohlbänke, hofseitig Holztor, Stall um 1900 erneuert, zum Teil unterkellert (Tonnengewölbe), Umschrot im vorderen Hausteil, Satteldachgaupe, Satteldach (Schiefer), giebelseitig Lehm, verputzt, Ständer mit Kopfstreben - Neues Wohnstallhaus: zweigeschossig, massiv, verputzt, Putzgliederung, Segmentbogenfenster, alte Fenster, Stall mit preußischen Kappen und Eisenständern, Fensterbänke Schiefer, im Keller Tonnengewölbe, alte originale Türen mit originaler Lasur und handgeschmiedeten Beschlägen, Kastenschlösser, Eingangstür mit Oberlicht | 08985648 |
| Direkt Bild zu diesem Denkmal hochladen | Eisenbahnbrücke über den Wiesengrund                                                          | Wiesengrund (Karte)            | Ende 19. Jahrhundert                                                            | Bogenbrücke an der Bahnstrecke Herlasgrün–Oelsnitz (6648; sä. HOe) verkehrsgeschichtlich und technikgeschichtlich von Bedeutung. Rundbogige Unterführung für den Wirtschaftsweg, Brückenbogen, Tonnengewölbe, Stirnmauer und Brückenwangen aus Theumaer Schiefer, Abdeckplatten Granit. | 08985646 |
| Direkt Bild zu diesem Denkmal hochladen | Wohnstallhaus (Umgebinde), Scheune und Seitengebäude eines Dreiseithofes                      | Wiesengrund 7 (Karte)          | Um 1800                                                                         | Eingeschossiges Wohnstallhaus mit bauhistorisch bedeutender Umgebindekonstruktion, Scheune verbrettert, Zeugnis der ländlichen Wohn- und Wirtschaftsweise vergangener Zeiten. - Wohnstallhaus: eingeschossig, Blockstube, verputzt, Umschrot, umgebindeähnliche Konstruktion, Satteldach, Blechdeckung, Stall massiv, Bruchstein, verputzt, Holzbalkendecke, Schleppgaupen, profilierte Balkenköpfe, im Inneren Einschubdecken mit profiliertem Unterzug, weiter Dachüberstand, Ständer-Fachwerk mit profilierten Kopfstreben, Türgewände Granit, alte Fenster und Türen, Blockstube, hölzerne Fenstergewände, im Flur Steinfußboden, ehemals Schwarze Küche, im Keller Tonnengewölbe - Scheune: eingeschossig, verbrettert, Holztore, Satteldach - Seitengebäude: eingeschossig, massiv, verputzt, alter Dachstuhl, Segmentbogenfenster und Rechteckfenster mit Fensterläden, Satteldach (Blech), Giebeldreieck verbrettert                                                                                                | 08985647 |

## Ehemaliges Denkmal (Obermarxgrün)
| Bild                                    | Bezeichnung    | Lage                      | Datierung | Beschreibung | ID       |
| --------------------------------------- | -------------- | ------------------------- | --------- | --- | -------- |
| Direkt Bild zu diesem Denkmal hochladen | Kanzleilehngut | Schloditzer Weg 5 (Karte) | Um 1875   | Ortsgeschichtlich bedeutendes Denkmal der Kulturlandschaft vergangener Zeiten, Putzbau mit Anklängen des Schweizer Stils, Gutshaus eines Kanzleilehngutes. - Wohnhaus: zweigeschossig mit Drempel, Erdgeschoss Bruchstein, unverputzt, Eckquaderung (Granit), giebelseitig Treppenaufgang zum 1. Obergeschoss (einläufig, Eisengeländer, Granitstufen), unter der Treppe Eingang zum Erdgeschoss mit Granitgewände, Bruchsteinmauer mit Granitabdeckplatten, Eisengeländer, im Giebeldreieck drei Rundbogenfenster, Segmentbogenfenster, Ziegelstein-Rahmung, originale Eingangstür mit Oberlicht, im Erdgeschoss zum Teil Gewölbe, im Obergeschoss Segmentbogenfenster, Sohlbänke aus Granit, Ziegelstein-Gesims, alte Fenster, im Obergeschoss Winterfenster, Mittelrisalit mit Zwerchhaus (Satteldach), im Obergeschoss Rundbogenfenster und Rundfenster, flaches Satteldach, profilierte Sparren, Pfettendach (Schiefer, Eternit), Satteldach-Gaupe - Einfriedung: Bruchsteinmauer, Biberschwanzdeckung Zwischen 2008 und 2016 abgerissen. | 08985654 |

## Tabellenlegende
- Bild: Bild des Kulturdenkmals, ggf. zusätzlich mit einem Link zu weiteren Fotos des Kulturdenkmals im Medienarchiv Wikimedia Commons. Wenn man auf das Kamerasymbol klickt, können Fotos zu Kulturdenkmalen aus dieser Liste hochgeladen werden:
- Bezeichnung: Denkmalgeschützte Objekte und ggf. Bauwerksname des Kulturdenkmals
- Lage: Straßenname und Hausnummer oder Flurstücknummer des Kulturdenkmals. Die Grundsortierung der Liste erfolgt nach dieser Adresse. Der Link (Karte) führt zu verschiedenen Kartendiensten mit der Position des Kulturdenkmals. Fehlt dieser Link, wurden die Koordinaten noch nicht eingetragen. Sind diese bekannt, können sie über ein Tool mit einer Kartenansicht einfach nachgetragen werden. In dieser Kartenansicht sind Kulturdenkmale ohne Koordinaten mit einem roten bzw. orangen Marker dargestellt und können durch Verschieben auf die richtige Position in der Karte mit Koordinaten versehen werden. Kulturdenkmale ohne Bild sind an einem blauen bzw. roten Marker erkennbar.
- Datierung: Baubeginn, Fertigstellung, Datum der Erstnennung oder grobe zeitliche Einordnung entsprechend des Eintrags in der sächsischen Denkmaldatenbank
- Beschreibung: Kurzcharakteristik des Kulturdenkmals entsprechend des Eintrags in der sächsischen Denkmaldatenbank, ggf. ergänzt durch die dort nur selten veröffentlichten Erfassungstexte oder zusätzliche Informationen
- ID: Vom Landesamt für Denkmalpflege Sachsen vergebene, das Kulturdenkmal eindeutig identifizierende Objekt-Nummer. Der Link führt zum PDF-Denkmaldokument des Landesamtes für Denkmalpflege Sachsen. Bei ehemaligen Kulturdenkmalen können die Objektnummern unbekannt sein und deshalb fehlen bzw. die Links von aus der Datenbank entfernten Objektnummern ins Leere führen. Ein ggf. vorhandenes Icon  führt zu den Angaben des Kulturdenkmals bei Wikidata.